# 若松英輔
若松 英輔（わかまつ えいすけ、1968年 - ）は、日本の批評家・文芸評論家・随筆家で、詩の執筆も行う。

## 経歴
新潟県糸魚川市出身。生後40日で幼児洗礼を受けた生まれながらのカトリック信徒。新潟明訓高等学校を経て慶應義塾大学文学部仏文学科を卒業。
ピジョン・クオリティ・オブ・ライフ株式会社社長、シナジーカンパニージャパン代表取締役を歴任。
2013年10月から2015年12月まで「三田文學」編集長。読売新聞読書委員。
2018年から2022年3月まで東京工業大学リベラルアーツ研究教育院教授も務めた。

### 受賞歴
- 2007年、「越知保夫とその時代―求道の文学」で第14回三田文学新人賞評論部門を受賞[10]。
- 2016年、『叡知の詩学 小林秀雄と井筒俊彦』で第2回西脇順三郎学術賞を受賞[2]。
- 2018年
  - 3月、詩集『見えない涙』で第33回詩歌文学館賞を受賞[11]。
  - 10月、『小林秀雄 美しい花』で第16回角川財団学芸賞を受賞[5]。
- 2019年10月、『小林秀雄 美しい花』で第16回蓮如賞を受賞。
- 2022年、『いのちの政治学』（集英社インターナショナル、対談：若松英輔：中島岳志）が、咢堂ブックオブザイヤー2021に選出 [12]。

## 著書

### 詩集
- 『見えない涙』（亜紀書房、2017）
- 『幸福論』（亜紀書房、2018）
- 『燃える水滴』（亜紀書房、2019）
- 『愛について』（亜紀書房、2020）
- 『たましいの世話』（亜紀書房、2021）
- 『美しいとき』（亜紀書房、2022）
- 『ことばのきせき』（亜紀書房、2024）
- 『見えないものを探すためにぼくらは生まれた』（亜紀書房、2025）

### 評論・評伝
- 『井筒俊彦　叡知の哲学』（慶應義塾大学出版会、2011）
- 『神秘の夜の旅　越知保夫とその時代』（トランスビュー、2011／増補版・亜紀書房、2021）
- 『魂にふれる　大震災と、生きている死者』（トランスビュー、2012／増補版・亜紀書房、2021）
- 『内村鑑三をよむ』（岩波ブックレット、2012）
- 『池田晶子　不滅の哲学』（トランスビュー、2013／増補版・亜紀書房、2021）
- 『岡倉天心 『茶の本』を読む』（岩波現代文庫、2013）
- 『吉満義彦　詩と天使の形而上学』（岩波書店、2014）
- 『生きる哲学』（文春新書、2014）- 14名の紹介
- 『霊性の哲学』（角川選書、2015／角川ソフィア文庫、2025.9）- 6名の紹介
- 『叡知の詩学　小林秀雄と井筒俊彦』（慶應義塾大学出版会、2015）[13]
- 『イエス伝』（中央公論新社、2015／中公文庫、2023）
- 『小林秀雄　美しい花』（文藝春秋、2017／文春文庫、2021）
- 『内村鑑三　悲しみの使徒』（岩波新書、2018）
- 『常世の花　石牟礼道子』（亜紀書房、2018）
- 『「こころ」異聞　書かれなかった遺言』（岩波書店、2019）
- 『いのちの巡礼者　教皇フランシスコの祈り』（亜紀書房、2020）
- 『霧の彼方　須賀敦子』（集英社、2020）
- 『「生きがい」と出会うために：神谷美恵子のいのちの哲学』（NHK出版、2021）- 下記・100分de名著を増訂
- 『日本人にとってキリスト教とは何か～遠藤周作『深い河』から考える』（NHK出版新書、2021）
- 『いのちの秘義　レイチェル・カーソン『センス・オブ・ワンダー』の教え』（亜紀書房、2022）
- 『藍色の福音』（講談社、2023）- 作家5名
- 『柳宗悦：美を生きた宗教哲学者』（NHKブックス、2025.8）

エッセイ集
- 『死者との対話』（トランスビュー、2012）、増補版『亡き者たちの訪れ』（亜紀書房、2022）
- 『涙のしずくに洗われて咲きいづるもの』（河出書房新社、2014）
- 『君の悲しみが美しいから僕は手紙を書いた』（河出書房新社、2014）
- 『悲しみの秘義　若松英輔エッセイ集』（ナナロク社、2015／文春文庫、2019）
- 『生きていくうえで、かけがえのないこと』（亜紀書房、2016）
- 『言葉の贈り物』（亜紀書房、2016）
- 『言葉の羅針盤』（亜紀書房、2017）
- 『種まく人』（亜紀書房、2018）- 25編
- 『詩を書くってどんなこと？　こころの声を言葉にする』（中学生の質問箱・平凡社、2019）
- 『考える教室　大人のための哲学入門』（NHK出版「学びのきほん」、2019）
- 『詩と出会う　詩と生きる』（NHK出版、2019）
- 『本を読めなくなった人のための読書論』（亜紀書房、2019）
- 『14歳の教室　どう読みどう生きるか』（NHK出版、2020）
- 『弱さのちから』（亜紀書房、2020）
- 『読書のちから』（亜紀書房、2020）
- 『沈黙のちから』（亜紀書房、2021）
- 『はじめての利他学』（NHK出版「学びのきほん」、2022）
- 『言葉を植えた人』（亜紀書房、2022）- 21名の名言
- 『読み終わらない本』（KADOKAWA、2023）- 12編の紹介
- 『光であることば』（小学館、2023）- 30名の銘言解説
- 『ひとりだと感じたときあなたは探していた言葉に出会う』（亜紀書房、2023）- 25編
- 『自分の人生に出会うために必要ないくつかのこと』（亜紀書房、2024）- 27編
- 『探していたのはどこにでもある小さな一つの言葉だった』（亜紀書房、2024）- 26編

### 放送テキスト
- 『「100分de名著」 石牟礼道子　苦海浄土－悲しみに真実を見る』 NHK出版、2016年8月、同・名著ブックス（改訂版）、2019年1月
- 『「100分de名著」 内村鑑三　代表的日本人－永遠の今を生きる者たち』 NHK出版、2015年12月、同・名著ブックス（改訂版）、2017年10月
- 『シリーズ・カルチャーラジオ－文学の世界　詩と出会う 詩と生きる』 NHK出版、2017年12月
- 『「100分de名著」 神谷美恵子　生きがいについて－いのちを点す「義務」がある』 NHK出版、2018年5月
- 『別冊「100分de名著」 茨木のり子　自分の感受性くらい　若松英輔特別授業 読書の学校』 NHK出版、2018年11月
- 『「100分de名著」 西田幾多郎　善の研究－人は誰もが生かされている』 NHK出版、2019年10月、同・名著ブックス（改訂版）、2025年5月
- 『「100分de名著」 災害を考える　喪失と再生の果て』 NHK出版、2021年2月
- 『「100分de名著」 新約聖書 福音書－言葉の奥にあるコトバ』 NHK出版、2023年3月、再版2024年7月
- 『「NHK 宗教の時間」 柳宗悦　美は人間を救いうるのか』NHK出版（上・下）、2024年3月-9月
- 『「100分de名著」 谷川俊太郎詩集』NHK出版、2025年4月

### 共著
- 『現代の超克　本当の「読む」を取り戻す』中島岳志と対話（ミシマ社、2014）
- 『往復書簡　悲しみが言葉をつむぐとき』和合亮一と（岩波書店、2015）
- 『往復書簡　緋の舟』志村ふくみと（求龍堂、2016）
- 『宗教と資本主義・国家　激動する世界と宗教』池上彰・佐藤優・松岡正剛・碧海寿広との討論（角川書店、2018）
- 『キリスト教講義』山本芳久と対話（文藝春秋、2018／文春学藝ライブラリー、2023）
- 『本を贈る』（三輪舎、2018）、全10名
- 『いのちの政治学　リーダーは「コトバ」をもっている』中島岳志と対話（集英社クリエイティブ、2021）
- 『危機の神学 「無関心というパンデミック」を超えて』山本芳久と対話（文春新書、2021）
- 『徹底討論！ 問われる宗教と“カルト』（NHK出版新書、2023）、全6名・論者で参加

### 編著
- 『読むと書く 井筒俊彦エッセイ集』（慶應義塾大学出版会[注釈 1]、2009）[4]
- 『小林秀雄 越知保夫全作品』（慶應義塾大学出版会、2010、新版2016）[4]
- 『井筒俊彦　言語の根源と哲学の発生』（河出書房新社〈KAWADE道の手帖〉、2014、増補新版2017）。安藤礼二と責任編集
- 『井筒俊彦ざんまい』（慶應義塾大学出版会、2019）
- 『新編　志樹逸馬詩集』（亜紀書房、2019）
- 『文学者と哲学者と聖者　吉満義彦コレクション』（文藝春秋〈文春学藝ライブラリー〉、2022）
- 『八木重吉詩集』（岩波文庫、2025）

### 論文
- 須賀敦子の足跡（あしあと） 異端者の信仰とその祈願 -「三田文学」2007年夏季号
- 越知保夫とその時代―求道の文学 -「三田文学」2007年春季号
- 吉満義彦 -「三田文学」連載 2010年 - 2014年
- 生きる哲学 - 「文學界」連載 2013年 - 2014年
- イエス伝 - 「中央公論」連載 2013年 - 2014年
- 愛しみの哲学 - 「文藝」連載 2013年 - 2014年
- 美しい花―小林秀雄 - 「文學界」連載 2015年 - 2017年
- 緋の舟―往復書簡（志村ふくみと）- 「すばる」連載 2015年（1‐12月号）
- 霧の彼方－須賀敦子 - 「すばる」連載 2016年 - 2020年
- 柳宗悦－美に用いられた人 - 月刊「目の眼」連載 2015年～2020年2月号
- 岡倉天心―日本近代絵画を創った描かぬ巨匠 - ウェブ版「考える人」連載 2014年～2017年11月（第13回で中断）

### 翻訳
- メディカルハーブ安全性ハンドブック - マイケル・マクガフィンほか編、メディカルハーブ広報センター監修、林真一郎・渡辺肇子監訳、東京堂出版、2001.12.
- ミッチェル・メイ・モデル 「スピリチュアリティ」と「ビジネス」を高い次元で融合した男。 - ミッチェル・メイ 監訳、大空夢湧子 通訳、ヴォイス、2007.5.